# Sikenička
Sikenička, do roku 1948 Ďarmotky, (maďarsky: Kisgyarmat) je obec na Slovensku v okrese Nové Zámky. Žije zde 436 obyvatel.

## Poloha
Obec leží na ve východní části Podunajské nížiny na západním úpatí Ipeľské pahorkatiny na levém břehu vodního kanálu Perec. Západní část území je tvořena močálovými nivami s lužními lasy. Nadmořská výška území se pohybuje v rozmezí 119 až 230 m, střed obce je ve výšce 125 m n. m. Pahorkatina ve východní části území je tvořena neogenními mořskými uloženinami.
Obec sousedí na severu s obcemi Čata a Zalaba, na východě s obcemi Salka Horný chotár a Malé Kosihy na jihu s obcemi Salka a Pavlová a s obcí Bíňa na jihu a západě.

## Historie
Obec byla osídlená v neolitu. Archeologické nálezy dokládají mimo jiné sídliště s doby volutové a lengyelské kultury, nálezy z doby bronzové nebo z období avarského kaganátu v 8. století.
První písemná zmínka o obci pochází roku 1135, kde je uváděná jako Garmoth později Gormoth. Další zdroj uvádí první písemnou zmínku z roku 1248, kde je uváděna jako Yarmat, kdy byla v majetku rodu Hontpázmányovců. V roce 1664 nesla název Kis Gyamad a v obci bylo 43 domácností. V roce 1713 obec byla postižena morovou nákazou. V roce 1720 bylo v obci 42 domácností. V roce 1828 zde žilo 597 obyvatel v 89 domech. V období 1938–1945 byla připojena k Maďarsku.
V 18. století byla obec ve vlastnictví Pálffyovů, kteří zde zavedli plemenný chov ovcí. Hlavní obživou bylo vinohradnictví a chov ovcí.

## Kostely
V obci je římskokatolický barokní farní kostel svatého Martina z 13. století.
Kostel náleží pod římskokatolickou farnost svatého Martina v Sikeničce, děkanátu Štúrovo, diecéze nitranské.